# 双溪毛糯车辆段
双溪毛糯车辆段 (马来语: Depoh Sungai Buloh) 是双溪毛糯-加影线的车辆段，位于前橡胶研究院（RRI）区域，临近双溪毛糯站。

## 历史

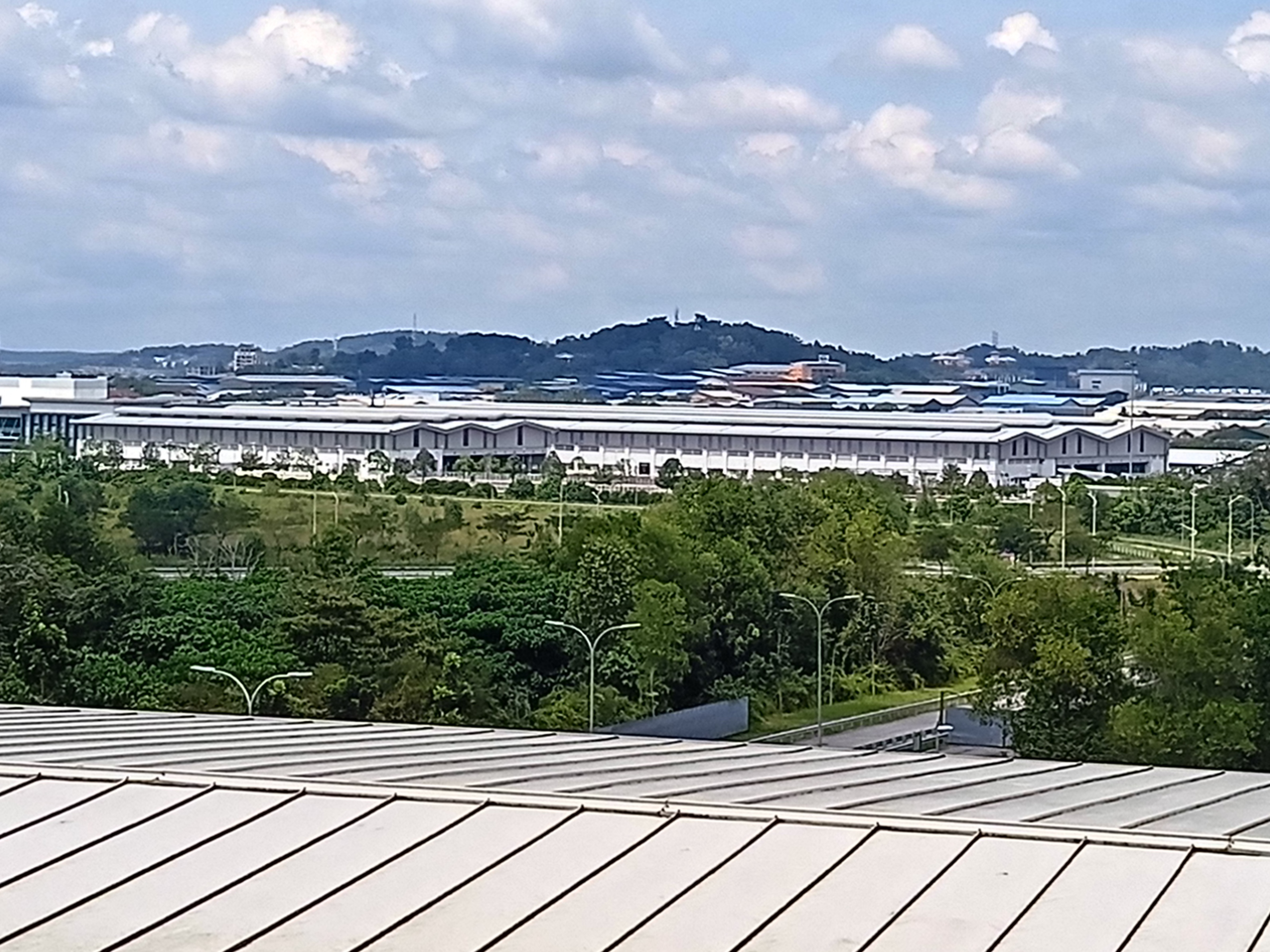
双溪毛糯车辆段

2010年，马来西亚政府宣布执政当局决定兴建《巴生谷捷运系统》，该计划属于马来西亚政府所推行的经济转型执行方案（ETP）底下其中一个国家主要经济活动（NKEA），即《大吉隆坡启动计划》的两个公共交通项目之一。
马来西亚政府预估，大吉隆坡／巴生谷地区的人口将在2020年突破1000万人，因此需要一个可持续发展的综合交通系统，而捷运计划就是综合交通系统的其中一部分。捷运系统的主要目的是增加使用公共交通的人数、舒缓市区道路交通阻塞，以及减少民众前往目的地的时间。
双溪毛糯是双溪毛糯-加影线中的策略地点，而双溪毛糯车辆段便坐落于此。双溪毛糯车辆段也是全东南亚最大的车辆段，并于2016年与双加捷运第一阶段车站一起启用。